# سرهی اسکاچنکو
سرهی اسکاچنکو (انگلیسی: Serhiy Skachenko؛ زادهٔ ۱۸ نوامبر ۱۹۷۲) بازیکن سابق فوتبال اهل اوکراین است.
از باشگاه‌هایی که در آن بازی کرده‌است می‌توان به باشگاه فوتبال توران تووز، باشگاه فوتبال متالیست خارکوف، باشگاه فوتبال سانفریس هیروشیما، باشگاه فوتبال مس، باشگاه فوتبال دینامو کیف، باشگاه فوتبال تورپدو مسکو، و باشگاه فوتبال کارپاتی لووف، باشگاه فوتبال چونام دراگونز و باشگاه فوتبال سئول اشاره کرد.